# 슈뢰딩거의 고양이

산 고양이와 죽은 고양이가 상자 안에 공존하고 있다?

슈뢰딩거의 고양이(Schrödingers Katze, Schrödinger's cat)는 1935년에 오스트리아의 물리학자 에르빈 슈뢰딩거가 양자역학의 불완전함을 보이기 위해서 고안한 사고 실험이다.

## 기원과 의의
자신이 만든 파동방정식의 해(파동함수)가 확률을 뜻한다고 막스 보른(Max Born)이 주장하자 물리학에 불확정성이 도입된 것에 대해 반발해 고안된 사고실험이다. 즉, 코펜하겐 해석의 비상식적인 면을 드러내어 비판하고자 하는 목적의 실험이다.
양자역학의 특징을 설명하는 대표적인 예시로 흔히 사용된다. 양자역학에 의하면, 미시적인 세계에서 일어나는 사건은 그 사건이 관측되기 전까지는 확률적으로밖에 계산할 수가 없으며 가능한 서로 다른 상태가 공존하고 있다고 말한다. 슈뢰딩거가 제안한 이 사고 실험은 우연적으로 일어나는 미시적인 사건이 거시적 세계에 영향을 미칠 때 어떻게 되는가를 보여주는 것으로, 하나의 패러독스로서 거론된다.

## 사고실험
사고실험의 내용은 다음과 같다. 고양이 한 마리와 청산가리가 든 유리병, 방사성물질 라듐, 방사능을 검출하는 가이거 계수기, 망치가 상자에 들어 있다. 상자는 외부 세계에 차단되어 있고, 밖에서 내부를 볼 수 없다. 라듐 핵이 붕괴하면 가이거계수기가 그걸 탐지한다. 그러면 망치가 유리병을 내려쳐 깨게 돼 청산가리가 유출된다. 청산가리를 마신 고양이는 죽게 된다. 라듐이 붕괴할 확률은 1시간 뒤 50퍼센트다. 1시간 뒤 고양이는 죽었을까 살았을까?
요약하면 "1시간 후에 절반의 확률로 상자 안의 고양이가 죽는다. 당신은 그 상황을 전혀 볼 수 없다."라는 것이다. 이는 역설을 제기하기 위한 사고실험이다.

## 이해와 검증
양자역학에 따르면 관측하지 않은 핵은 '붕괴한 핵'과 '붕괴하지 않은 핵'의 중첩으로 설명되지만, 한 시간 후 상자를 열었을 때 관측자가 볼 수 있는 것은 "붕괴한 핵과 죽은 고양이" 또는 "붕괴하지 않은 핵과 죽지 않은 고양이"뿐이다.
그럼 언제 이 계의 중첩 상태가 끝나고 하나의 상태로 고정되는가. 일반적인 믿음과는 달리, 슈뢰딩거는 "죽기도 하고 살기도 한 고양이"가 진짜로 존재한다고 주장했던 것은 아니다. 오히려 그는 양자역학은 불완전하며 현실적이지 않다고 생각했다. 고양이는 반드시 살아있거나 죽은 상태여야 하기 때문에, 그 둘 사이의 어디쯤이 아닌, 원자 역시 붕괴했거나 붕괴하지 않았거나 둘 중 하나라는 것이다

### 이중 슬릿 실험
텅 빈 실험실 안에 손전등이 벽면을 비추고 있다. 손전등과 벽면 사이에 가림판을 설치하고 그 가림판에 가늘고 기다란 구멍을 뚫는다(A슬릿이라고 부른다). 그럼 가림판의 A슬릿을 빠져나온 빛은 벽면에 길다란 한줄의 빛줄기를 남길 것이다. 만약 그 구멍옆에 똑같은 구멍(B슬릿이라고 부른다)을 하나 더 뚫는다면, 벽면에는 여러 줄의 불빛이 생긴다. 이는 파동이 서로 간섭하는 현상에 의해 발생하는 것으로, A슬릿과 B슬릿을 동시에 통과한 불빛들이 서로 간섭을 하여, 그 결과로 벽면에 간섭 불빛이 남은 것이다. 즉, 벽면에 비치는 여러 줄의 간섭 불빛을 통해 빛이 파동임을 확실하게 증명한다.
만약 위의 실험에서 손전등으로 불빛을 비추는 대신 이중 슬릿을 향해 전자빔 발사기로 전자빔을 쏜다면 위와 똑같은 현상이 발생할 수 있을까. 일단 먼저 전자는 눈에 보이지 않으므로 전자가 도달한 위치 파악을 위해, 전자를 받으면 색이 변하는 도료를 벽면에 바른다. 편의상 감광판이라고 부르도록 한다. 위의 불빛과 마찬가지로 전자빔 발사기에서 발사된 전자빔은 이중 슬릿을 통과하여 선명한 간섭무늬를 감광판에 남기게 된다. 즉, 전자빔도 빛과 마찬가지로 파동이다. A슬릿과 B슬릿을 동시에 통과한 연속적인 전자의 흐름들은 파동이기 때문에 당연히 서로 간섭을 하여 감광판에 간섭 무늬를 남긴다.
위의 전자빔발사기에서 전자다발들이 아니라 전자를 한 번에 하나씩 불연속적으로 발사한다면, 어김없이 감광판엔 간섭 무늬가 남는다. 여기서 이를 통해 전자다발들 혹은 연속적인 전자들의 흐름만이 파동이 아니라, 애초에 각각의 전자 하나 하나가 그 자체로 입자이면서 동시에 파동임을 알 수 있다.
여기서 원래대로라면 감광판에 간섭 무늬가 남기 위해선 A슬릿을 통과한 파동과 B슬릿을 통과한 파동(전자)이 서로 간섭을 일으켜야 하고, 서로 간섭을 일으키기 위해선 각각의 슬릿을 최소한 하나씩의 전자가 동시에 통과해야 한다. 하나씩의 전자를 차례대로 발사해서는 결코 이 전자는 감광판에 간섭 무늬를 남겨서는 안 된다.
위의 의문을 정리해본다면, 감광판에 간섭 무늬가 남기 위해선 최소한 두 개 이상의 전자가 A와 B 각각의 슬릿을 따로 그리고 동시에 통과해야 한다. 하지만, 전자는 분명 한번에 하나씩만 발사되었다. 그럼에도 불구하고 감광판엔 선명하게 간섭 무늬가 남아 있다.
그렇다면 하나의 결론에 도달할 수밖에 없다. 하나의 전자가 두 개의 슬릿을 동시에 모두 통과했다. 하나의 전자가 두 개의 슬릿을 동시에 통과했다는 것은 물론 하나의 전자가 동시에 두 곳에 존재한다는 뜻을 포함하며, 결론적으로 하나의 전자는 확률적으로 위치할 수 있는 모든 곳에 동시에 존재한다.
이와 마찬가지로 슈뢰딩거의 고양이도 (파동함수를 따르는 한) 있을 수 있는 모든 상태로 동시에 존재하며, 슈뢰딩거의 고양이가 중첩된 상태로 존재한다는 것은 바로 이것을 말한다. 슈뢰딩거의 고양이, 더 나아가서 양자역학은 확률론과 인식론과는 하등 관련이 없다. 즉, 일반적인 확률의 개념과 양자역학에서의 확률은 근본적으로 다르다.

### 상상 속의 고양이
슈뢰딩거의 고양이 실험은 실제로 재현할 수 없다. 현실 속의 고양이는 삶과 죽음이 확정된 상태에 있으며, 이를 확인하기 위해선 직접 뚜껑을 열어봐야 하기 때문이다.
슈뢰딩거의 사고실험에 논리상 허점은 없다. 하지만 이중 슬릿 실험을 통해 하나의 전자가 두개의 슬릿을 동시에 통과하는 것 역시 증명되었다. 그렇다면 거시세계에서도 한마리의 고양이가 두개의 슬릿을 동시에 통과하는 일이 벌어질 수 있겠으나, 우리는 그런 장면을 목격할 수 없다.
이 의문을 해결하기 위해 거시세계와 미시세계의 경계를 들여다 보아야 한다. 풀러렌을 이용한 이중 슬릿 실험 결과를 살펴보면, 플러렌의 크기는 앞에서 실험한 전자에 비해 매우 크다. 원자핵과 전자의 크기 비가 100,000 : 1이고 탄소 원자들이 60개가 모여 입체적인 구 형태를 만든 풀러렌(C60)은 수소 원자보다 5만배는 더 크다. 미시적 세계와 거시적 세계의 경계쯤 되는 풀러렌 분자로 이중 슬릿 실험을 할 경우 간섭 무늬가 아닌 단지 2개의 띠를 만든다.
하지만 실험 환경을 진공에 가깝게 조성할수록 간섭무늬가 생긴다. 공기는 기체이기에 분자 자체가 많지도 않고 앞에서 말한 것처럼 전자의 크기가 분자의 크기에 비해 너무 작기 때문에 전자를 이용한 이중 슬릿 실험에서는 진공이 아니더라도 간섭 무늬를 만든다.
이번엔 풀러렌이 아닌 전자 실험으로 다시 넘어가 이번에는 A슬릿과 B슬릿에 관측 장비를 달아서 전자가 어떤 슬릿을 통과하는지 확인해보도록 하면, 해당 실험에서는 전자는 A슬릿과 B슬릿 중 하나만 통과하며 간섭 무늬가 아닌 이중 띠를 만든다.
공기 중에서의 풀러렌 실험과 관측 장비를 단 전자 실험의 공통점은, 공기 중에서의 풀러렌 실험에서는 공기와 풀러렌이 서로 상호작용을 했고 관측 장비를 단 전자 실험에서는 관측 장비의 광자와 전자가 서로 상호작용을 했다는 것이다. 즉 풀러렌 분자와 전자와 같은 입자들은 다른 입자들과 상호작용을 하기 전까지는 여러 개의 중첩된 상태를 가지고 있다가, 다른 입자들과 상호작용을 하는 순간 결어긋남 상태가 되어 더 이상 간섭을 일으킬 수 없으며, 파동성을 잃는 것(파동함수의 붕괴)과 같은 결과에 이른다.
슈뢰딩거의 고양이도 위의 풀러렌의 처지와 똑같다. 상자 안의 물체들이 각각 닫힌 계라면 외부 계는 그들의 상태를 관측할 수 없고 그들은 파동성을 잃지 않고 동시에 여러 상태를 갖게 될 것이다. 상자 안은 진공도 아니며 적외선과 같은 광자를 방출하고 있을 것이다. 즉, 이중 슬릿 실험에서의 전자와 진공에서의 풀러렌과는 다르게 상자 안의 고양이, 청산가리가 든 병, 가이거 계수기는 서로 의미있는 상호작용을 하는데다가 상자 안과 밖을 상자 자체가 연결해주기에 상자 자체부터가 완전한 고립계가 아니다. 다시 말해, 상자 밖과 안은 언제나 의미있는 상호작용을 하며 이는 언제나 상자 안이 관측되고 있음을 나타낸다. 그러므로 상자 속의 고양이는 상자를 열든 열지 않든 죽거나 살아있는 둘 중 하나의 분명한 상태를 가진다. 그러므로 현대에서 다루는 슈뢰딩거 사고실험의 해석의의는 어디까지나 양자역학의 근본적인 개념을 다루기 위한 사고실험이다.

## 실험의 해석

### 코펜하겐 해석
가장 많이 받아들여지고 있는 설명이다. '상자를 열어보기 전에는 살아있는 상태와 죽어있는 상태가 중첩되어 있었으나 관측하는 순간 하나의 상태로 확정된다'라는 해석이다. 이것을 간단히 "파동함수가 붕괴된다"고 표현한다. 일반적으로 받아들여지는 코펜하겐 해석에 따르면, 이 실험에서는 관측자가 상자를 여는 동시에 상태가 고정된다. 즉 대상에 대한 관측 행위가 대상의 상태를 결정한다는 것이다.
단, 코펜하겐 학파라고 해서 "파동함수가 붕괴하는 것"을 납득하는 것은 아니다. 예를 들어 중력에 의해 땅으로 떨어지는 사과가 지면에 도달하는 즉시 더 이상 진행하지 않고 멈추는 것은 중력의 인력보다 훨씬 더 큰 전자기력의 척력에 막혔기 때문이지, 사과가 지면에 도달하는 즉시 중력이 붕괴했기 때문이 아니다.
관측이 되면 그 즉시 파동함수가 붕괴한다는 것도 납득될 수 없는 문제다. 현재로는 도저히 그 이유를 알 길이 없으니 일단 그런 것으로 해두자는 게 코펜하겐 해석의 입장으로, 사실 코펜하겐 해석은 어떤 해석을 내놓는 것이라기 보단 해석을 유보하는 것으로 보는게 더 적절하다. 아인슈타인의 "신은 주사위 놀이를 하지 않는다"는 발언에 대한 보어의 "신에게 참견하지 말라"는 답변이 코펜하겐 해석의 입장을 함축한다고 할 수 있다.

### 다중세계 해석
휴 에버렛 3세가 만든 해석으로, '상자를 열어보기 전에는 살아있는 세계와 죽어있는 세계가 모두 존재하며 관측하는 순간 어떤 한 쪽의 세계로 진입하게 된다'라는 해석. 핵이 붕괴하는 순간이 분기점이 되어 고양이가 살아 있는 세계와 고양이가 죽은 세계가 분리되어 평행 우주가 되고 서로에게 영향을 주지 않는다고 해석한다.
이 이론에서 파동함수는 각각의 세계로 진입할 확률을 뜻하게 된다. 이 해석이 물리학자들의 지지를 받는 이유는 파동함수의 붕괴라는 납득하기 힘든 답을 피할 수 있음과(이 관점에 따르면 파동함수는 관측 전이든 관측 후든 잘 작동한다. 다만, 파동이 붕괴하는 대신 결어긋남 상태에 놓이게 된다.) 동시에 외관상 파동함수가 붕괴되어 보이는 이유를 매끄럽게 설명하기 때문이다.
코펜하겐 해석과 함께 파동함수의 붕괴를 설명하기 위해 경쟁하는 가장 중요한 이론으로, 전통적인 코펜하겐 해석 쪽이 정설이지만 다중세계 해석쪽도 지지하는 과학자도 있다.

### 앙상블 해석
앙상블 해석에서는 양자 물리학의 확률의 문제를 통계적으로 해석한다. 다시 말해 상자 속의 고양이가 살아있을 확률이 50%이고 죽어 있을 확률이 50%라는 것은, 한 마리의 고양이가 죽은 상태와 살아 있는 상태가 중첩된 상태에 있다는 것이 아니라, 많은 고양이가 같은 상태에 있을 때 그 중의 반은 죽어 있고 반은 살아 있다는 것을 뜻한다는 것이다. 예를 들어 방사성 원소와 고양이가 든 상자가 1억 개 있을 때, 한 시간 후에 그 중의 5,000만 상자의 고양이는 살아 있고 나머지 5,000만 상자 속의 고양이는 죽어 있다고 통계적으로 해석한다.
앙상블 해석을 전자와 같은 작은 입자들에도 적용하면 이해하기 어려웠던 많은 문제가 쉽게 이해되는 듯 보인다. 앙상블 해석을 적용하면 확률함수는 전자가 다른 에너지를 가지는 여러 가지 상태로 중첩되어 있다는 것이 아니라, 수없이 많은 전자가 여러 가지 다른 상태에 있을 확률을 나타낸다고 설명할 수 있다. 비슷한 예로, 광자가 두 개의 슬릿을 동시에 통과하는 것이 아니라 수많은 광자 중의 절반이 한 슬릿을 통과하고 다른 반이 또 다른 슬릿을 통과한다고 설명할 수 있다.
아인슈타인은 앙상블 이론을 발전시켜 숨은 변수이론을 제안했다. 양자 물리학에서 입자 하나하나가 어떤 상태에 있는지 알 수 없는 것은 입자의 상태를 결정하는 변수를 우리가 다 알지 못하기 때문이라는 것이다. 양자물리학이 확률을 포함하게 된 것은 입자 하나하나의 상태를 결정하는 숨은 변수를 알지 못하기 때문에, 이런 숨은 변수를 알게 된다면 양자물리학도 확률에 의해서가 아니라 결정론적으로 서술할 수 있다고 주장했다.
그러나 이러한 앙상블 해석을 받아들이면 양자물리학이 입자 하나의 물리적 상태를 수학적으로 기술할 수 없다는 것을 인정할 수밖에 없다. 따라서 코펜하겐 해석을 받아들인 과학자들은 양자물리학에는 파동함수 이외에 다른 변수가 존재하지 않으며, 물리적 실재가 따로 존재하는 것이 아니라고 이들의 주장을 반박했다.

## 같이 보기
- 양자역학
- 결정론